# Bruce Rondón
Bruce Rondón (Valencia, estado Carabobo, Venezuela - 9 de diciembre de 1990) es un lanzador de béisbol profesional venezolano de los Navegantes del Magallanes, en la Liga Venezolana de Béisbol Profesional y de los Rieleros de Aguascalientes, de la Liga Mexicana. Jugó en las Grandes Ligas de Béisbol para los Detroit Tigers, en 2013, y desde 2015 hasta 2017, y para los Chicago White Sox en 2018. La recta de Rondón ha superado las 100 millas por hora (160,9 km/h).

## Trayectoria

### Carrera en ligas menores (2007-2012)
Rondón firmó con los Tigres de Detroit como agente libre internacional el 12 de septiembre de 2007. Jugó por primera vez con la organización en 2008 como miembro de los Tigres de la Liga de Verano de Venezuela (VSL). Abrió 13 juegos, con un récord de 2 ganados y 6 perdidos y un promedio de carreras limpias (ERA) de 3.58. En 2009, Rondón apareció en seis juegos, comenzando el año con los Tigres de la Liga de la Costa del Golfo (GCL). Hizo tres aperturas, registrando un récord de 0-1 y una efectividad de 4.76. El 10 de julio, se reincorporó a los VSL Tigers e hizo tres apariciones como relevista, registrando una efectividad de 13.50.
Rondón dividió la temporada 2010 entre los GCL Tigers y los Lakeland Flying Tigers de la Clase A-Advanced Florida State League (FSL), apareciendo en un total de 28 juegos, todos ellos como relevista. Hizo 24 apariciones en la GCL, liderando la liga con 15 salvamentos. Terminó la temporada en la GCL con 20 salidas consecutivas sin carreras y durante ese tramo, que cubrió 21 entradas y dos tercios, ponchó a 23 oponentes. Los bateadores de GCL tuvieron un promedio de bateo de .133 contra Rondón, la mejor marca para todos los lanzadores de relevo de GCL en 2010. Fue nombrado All-Star de GCL en 2010. Rondón terminó la temporada de ligas menores con cuatro apariciones para Lakeland, luego de unirse a los Flying Tigers el 24 de agosto. Pasó todo el 2011 con los West Michigan Whitecaps de la filial clase A Midwest League, apareciendo en 41 juegos antes de que problemas en el hombro derecho terminaran su temporada en agosto. Reunió 19 salvamentos y registró una efectividad de 2.03 con los Whitecaps, y fue nombrado para aparecer en el Juego de Estrellas de la Liga del Medio Oeste de 2011 A finales de año, Baseball America clasificó a Rondón como el 12º mejor prospecto de Detroit. El año anterior, había sido clasificado 13.
Rondón comenzó la temporada 2012 en la lista de Lakeland, pero fue ascendido a Erie SeaWolves de la Clase AA Eastern League el 20 de junio y luego a Toledo Mud Hens de la AAA International League, el 7 de agosto. Entre los tres equipos, Rondón salvó 29 juegos y registró una efectividad de 1.53 mientras ponchaba a 66 oponentes. Su total de salvamentos fue el tercero más alto para un jugador de ligas menores. Fue nombrado para aparecer en el All-Star Futures Game del 2012. Retiró a dos bateadores con cuatro rectas, con una recta registrando 102 millas por hora (164,2 km/h) en la pistola de radar Kaufman Stadium.
Rondón fue reconocido como el Lanzador del Año de las Ligas Menores de Detroit y en junio, fue el Lanzador del Mes de las Ligas Menores de la organización. Baseball America eligió a Rondón como el mejor relevista tanto en la Liga del Este como en la FSL.

### Detroit Tigers (2013–2017)
El gerente general de los Tigres, Dave Dombrowski, se refirió a Rondón como un "talento raro" después de la temporada 2012 e indicó que podría convertirse en el cerrador de los Tigres en 2013. Rondón tuvo problemas al principio del entrenamiento de primavera, pero comenzó a mejorar con cambios mecánicos. Los Tigres enviaron a Rondón a Toledo para el inicio de la temporada 2013. Lo ascendieron a las ligas mayores el 23 de abril, pero no lo usaron como cerrador. Hizo su debut en las Grandes Ligas el 25 de abril de 2013 contra los Kansas City Royals. Entró al juego como relevista en la octava entrada. Su primer bateador que enfrentó fue Billy Butler, quien conectó sencillo al jardín derecho. En su primera entrada permitió dos hits y una carrera anotada.
Bruce regresó a Toledo a principios de mayo, donde registró 14 salvamentos y una efectividad de 1.52, con 40 ponches y 13 bases por bolas en 292⁄3 entradas. Los Tigres lo llamaron nuevamente a las mayores el 28 de junio de 2013. Obtuvo su primer salvamento el 30 de agosto de 2013 contra los Indios de Cleveland. Logró una efectividad de 3.45 en su primera temporada en las Grandes Ligas, ponchando a 30 bateadores en 282⁄3 entradas.
Se esperaba que Rondón fuera uno de los setup principales de los Tigres para 2014, pero tuvo que someterse a una cirugía Tommy John para reparar un ligamento desgarrado en el codo derecho durante los entrenamientos de primavera. Tras el procedimiento, se perdió toda la temporada. Regresó a lanzar para los Tigres a mediados de la temporada 2015. El 22 de septiembre de 2015, Rondón fue enviado a casa por los Tigres debido a su descontento con su nivel de esfuerzo. En 35 apariciones esta temporada, registró un récord de 1-0, con cinco salvamentos en nueve oportunidades, efectividad de 5.81, WHIP de 1.61 y 36 ponches. En 31 entradas, permitió 31 hits y 19 bases por bolas, mientras que dio 5.5 bases por bolas por cada nueve entradas, el máximo del equipo.

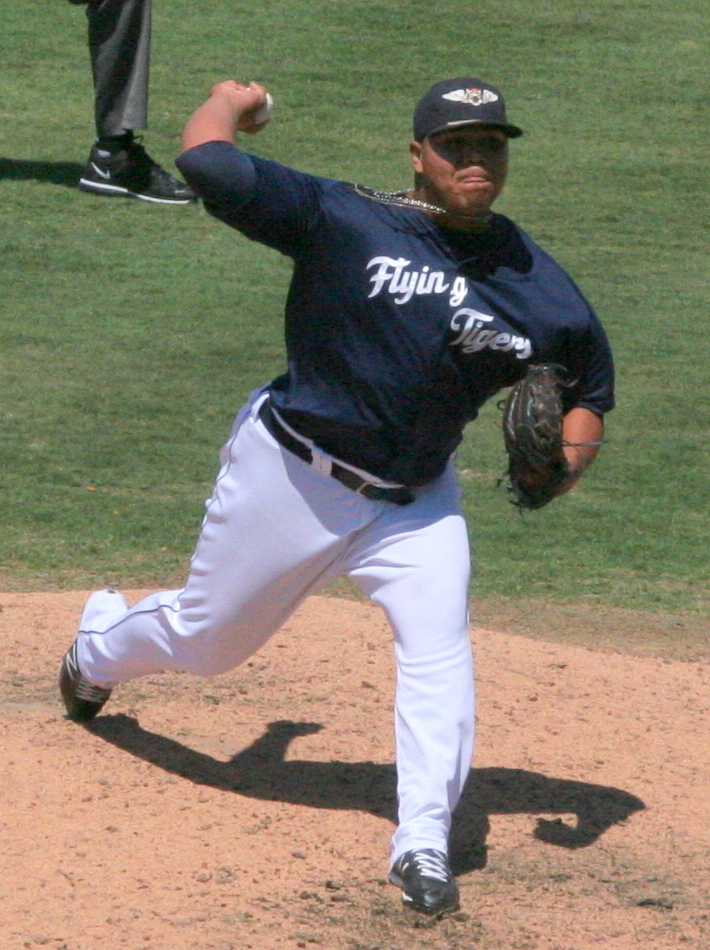
Rondón lanzando para los Lakeland Flying Tigers en 2012

Preparándose para la temporada 2016, Rondón bajó 15 libras (6,8 kg) y realizó cambios en la mecánica de lanzar. Los Tigres enviaron a Rondón a los Mud Hens el 28 de marzo de 2016. Fue llamado a los Tigres el 19 de junio de 2016 y lanzó dos entradas en blanco como relevista contra los Reales de Kansas City. Hizo 37 apariciones como relevista en la temporada 2016, compilando un récord de 5-2 con efectividad de 2.97 y 45 ponches en36 1⁄3 entradas.
El 13 de enero de 2017, los Tigres evitaron el arbitraje con Rondón y acordaron un contrato por un año y $ 850,000. Participó en el Clásico Mundial de Béisbol del 2017 con la selección venezolana de béisbol. Durante la temporada 2017, Rondón lanzó15 2⁄3, permitiendo 19 carreras y 21 hits, antes de ser degradado a Toledo. Los Tigres no incluyeron a Rondón en sus convocatorias de septiembre . Se convirtió en agente libre el 1° de diciembre de 2017. Su carrera en las Grandes Ligas con los Tigres terminó con una efectividad de 5.00 y 7 rescates en 123 apariciones como relevista.

### Chicago White Sox
El 1° de febrero de 2018, Rondón firmó un contrato de ligas menores con los Medias Blancas de Chicago. Tenía su contrato comprado el 8 de abril de 2018. Entró al juego ese mismo día contra los Tigres ponchando a los cuatro bateadores que enfrentó. Fue designado para asignación el 12 de julio luego de registrar una efectividad de 8.49 en29 2⁄3 entradas. Eligió la agencia libre el 17 de julio de 2018.

### Liga venezolana
Rondón debutó con 19 años de edad, en la Liga Venezolana de Béisbol Profesional el 18 de diciembre de 2009 cuando, vistiendo la camiseta de los Bravos de Margarita, tuvo la oportunidad de lanzar la  última entrada contra los Tiburones de la Guaira en un partido abierto que terminó con un marcador de 10 a 4 a favor de los escualos. En su estreno, permitió un imparable, una carrera anotada y otorgó dos bases por bolas.
En la siguiente campaña fue transferido a los Navegantes del Magallanes, equipo con el cual ha permanecido por 7 temporadas y fue pieza clave en la obtención del título de campeón en la 2021-2022, cuando fue premiado como Cerrador del Año. En esa oportunidad alcanzó su tope de juegos salvados en una temporada regular con 12, en 18.1 entradas lanzadas, en las cuales ponchó a 22 bateadores y sólo permitió 5 imparables con una efectividad de 1.47.

Rondón tiene 27 juegos rescatados en la Liga. Su promedio de carreras limpias vitalicio en el circuito es de 3.13 en 69 innings de labor.

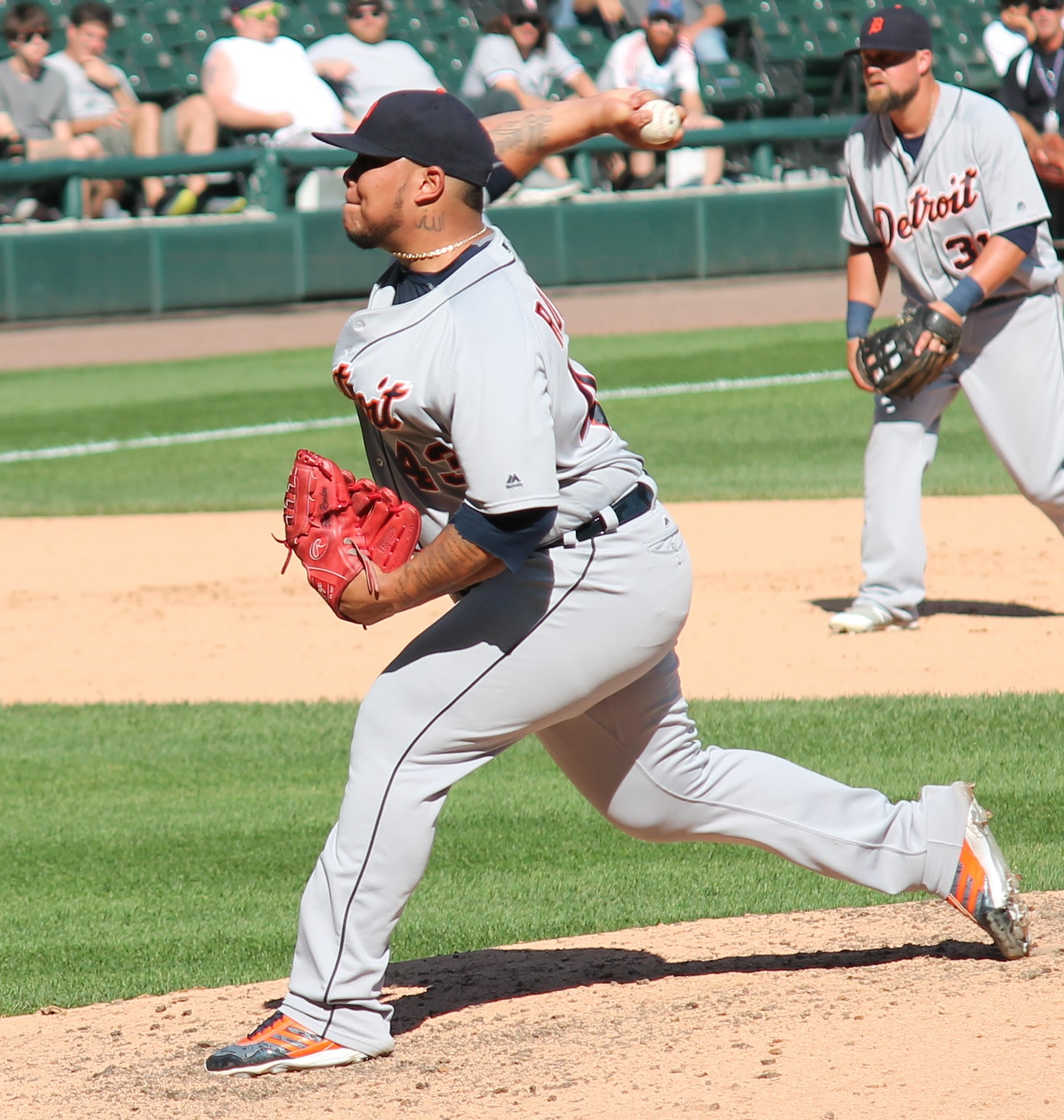
Bruce Rondón, en septiembre de 2016.

### Liga mexicana
El 20 de abril de 2020, Rondón firmó con los Rieleros de Aguascalientes de la Liga Mexicana. Rondón no jugó un partido en 2020 debido a la cancelación de la temporada de la Liga Mexicana por la pandemia de COVID-19.
El 10 de marzo de 2021, Rondón firmó con los Sultanes de Monterrey. Sin embargo, fue liberado antes de la temporada el 5 de mayo de 2021 debido a una lesión en el brazo de lanzamiento. Rondón firmó con Aguascalientes para la temporada 2022.

## Estilo de lanzamiento
Rondón depende en gran medida de una bola rápida dura de cuatro costuras en el rango de 97 a 100 millas por hora (156,1 a 160,9 km/h), que con frecuencia arroja a 100 millas por hora (160,9 km/h). Sus otros lanzamientos incluyen un slider en las 86 a 89 millas por hora (138,4 a 143,2 km/h), un cambio en el rango de 89 a 91 millas por hora (143,2 a 146,5 km/h) rango, y una recta sinker ocasionalmente superior a las 90 millas/h. 
Tiene en su registro el segundo lanzamiento más rápido para un venezolano en la historia de Grandes Ligas, al menos desde la era Statcast: una recta de 103,5 millas por hora.

## Vida personal
- Rondón está casado con la dominicana Nairobi Díaz y tiene una hija: Ana Bárbara
- Es apodado “El Menor”
- Lleva su nombre por Bruce Lee.[33]